# Augustinho Teixeira
Augustinho Teixeira (* 1. März 2005) ist ein brasilianischer Snowboarder. Er startet hauptsächlich in der Halfpipe.

## Biographie
Teixeira wuchs in Brasilien auf, später zog seine Familie mit ihm nach Kanada um seine sportliche Karriere zu fördern. Sein internationales Wettkampfdebüt feierte er am 11. September 2018 bei einem FIS-Wettkampf in Corralco, Chile. Anfangs startete er noch im Big Air und Slopestyle, wobei er sich ab 2022 verstärkt auf die Halfpipe konzentrierte.
Sein erstes internationales Großereignis bestritt Teixeira am März 2021 bei den Weltmeisterschaften in Aspen, Colorado. Dort belegte er als beste Platzierung Rang 24 in der Halfpipe.
Am 11. Dezember 2021 gab Teixeira beim Weltcup in Copper Mountain, Colorado sein Weltcupdebüt, wobei er als 30. auf Anhieb Punkte gewinnen konnte.
Seine erste Podestplatzierung auf kontinentaler Ebene gelang ihm am 2. Februar 2022 beim Nor-Am Cup in Calgary.
Seine bisher beste Weltcupplatzierung gelang Teixeira am 21. Februar 2025 mit Rang 15 in Calgary.
Am 2. April 2025 gewann Teixeira mit dem Wettkampf am Kitzsteinhorn seinen ersten Wettkampf auf kontinentaler Ebene.

## Erfolge

### Weltmeisterschaften
- Aspen 2021: 24. Halfpipe, 34. Slopestyle, 48. Big Air
- Engadin 2025: 18. Halfpipe

### Weltcup
- 2 Platzierung unter den besten 20

### Juniorenweltmeisterschaften
- Leysin 2022: 19. Halfpipe, 19. Big Air, 61. Slopestyle
- Cardrona 2023: 12. Slopestyle, 22. Big Air

### Europacup
- Ein Sieg

| Datum         | Ort           | Land       | Disziplin |
| ------------- | ------------- | ---------- | --------- |
| 2. April 2025 | Kitzsteinhorn | Österreich | Halfpipe  |

### Nor-Am Cup
- 8 Platzierungen unter den besten 10, davon ein Podestplatz

### South American Cup
- 5 Platzierungen unter den besten 10

### Australian New Zealand Cup
- 2 Platzierungen unter den besten 30

### Weitere Erfolge
- 3 Siege bei FIS-Wettkämpfen